# Circuit de Wallonie 2015
La 49e édition du Circuit de Wallonie a eu lieu le 21 juin 2015. La course fait partie du calendrier UCI Europe Tour 2015 en catégorie 1.2. Elle est remportée par le Belge Stef Van Zummeren.

## Classements

### Classement final
| \| Classement général \| Classement général \| Classement général \| Classement général \| Classement général \| \| Coureur \| Coureur \| Pays \| Équipe \| Temps \| \| ------------------ \| -------------------- \| ------------------ \| --------------------- \| ------------------ \| \| 1er \| Stef Van Zummeren \| Belgique \| Verandas Willems \| 4 h 00 min 00 s \| \| 2e \| Philipp Walsleben \| Allemagne \| BKCP-Powerplus \| + 0 s \| \| 3e \| Gianni Vermeersch \| Belgique \| Sunweb-Napoleon Games \| + 15 s \| \| 4e \| Gaëtan Bille \| Belgique \| Verandas Willems \| + 15 s \| \| 5e \| Dimitri Claeys \| Belgique \| Verandas Willems \| + 15 s \| \| 6e \| Mathieu van der Poel \| Pays-Bas \| BKCP-Powerplus \| + 18 s \| \| 7e \| Joeri Calleeuw \| Belgique \| Verandas Willems \| + 51 s \| \| 8e \| Kevyn Ista \| Belgique \| Wallonie-Bruxelles \| + 51 s \| \| 9e \| Daan Hoeyberghs \| Belgique \| BKCP-Powerplus \| + 51 s \| \| 10e \| Michael Cools \| Belgique \| BCV Works-Soenens \| + 56 s \| |                      |           |                       |                 |
| |                      |           |                       |                 |
| Source : ProCyclingStats |                      |           |                       |                 |
| Classement général |                      |           |                       |                 |
| Coureur | Coureur              | Pays      | Équipe                | Temps           |
| 1er | Stef Van Zummeren    | Belgique  | Verandas Willems      | 4 h 00 min 00 s |
| 2e | Philipp Walsleben    | Allemagne | BKCP-Powerplus        | + 0 s           |
| 3e | Gianni Vermeersch    | Belgique  | Sunweb-Napoleon Games | + 15 s          |
| 4e | Gaëtan Bille         | Belgique  | Verandas Willems      | + 15 s          |
| 5e | Dimitri Claeys       | Belgique  | Verandas Willems      | + 15 s          |
| 6e | Mathieu van der Poel | Pays-Bas  | BKCP-Powerplus        | + 18 s          |
| 7e | Joeri Calleeuw       | Belgique  | Verandas Willems      | + 51 s          |
| 8e | Kevyn Ista           | Belgique  | Wallonie-Bruxelles    | + 51 s          |
| 9e | Daan Hoeyberghs      | Belgique  | BKCP-Powerplus        | + 51 s          |
| 10e | Michael Cools        | Belgique  | BCV Works-Soenens     | + 56 s          |